# Liste der Monuments historiques in Plélan-le-Petit
Die Liste der Monuments historiques in Plélan-le-Petit führt die Monuments historiques in der französischen Gemeinde Plélan-le-Petit auf.

## Liste der Bauwerke
| Bezeichnung       | Beschreibung                          | Standort                   | Kennzeichnung | Schutzstatus | Datum | Bild           |
| ----------------- | ------------------------------------- | -------------------------- | ------------- | ------------ | ----- | -------------- |
| Sieben Kreuze     | 1793/95                               | Route nationale 176 (Lage) | PA00089404    | Inscrit      | 1925  | weitere Bilder |
| Manoir des Fossés | Herrenhaus, erbaut im 16. Jahrhundert | (Lage)                     | PA00089771    | Inscrit      | 1992  | weitere Bilder |
| Beinhaus          | Erbaut im 17. Jahrhundert             | (Lage)                     | PA00089405    | Inscrit      | 1926  | weitere Bilder |